# ريانا دين
ريانا دين (مواليد 21 أكتوبر 1998) لاعبة كرة قدم إنجليزية محترفة، تلعب كمهاجمة مع نادي ساوثهامبتون للسيدات في دوري البطولة الإنجليزية. سبق لها اللعب مع أرسنال، وميلوال ليونيسز، وتوتنهام هوتسبير، وليفربول، وكريستال بالاس، ومنتخب إنجلترا للشباب.

## مسيرتها الكروية

### نادي أرسنال
تدرجت دين في أكاديمية آرسنال، مع فريق شابات مسجلةً 37 هدفًا في 20 مباراة خلال موسم 2016-17، قبل أن تؤكد رحيلها في نهاية الموسم سعيًا للانضمام إلى الفريق الأول. شاركت دين في مباراة واحدة مع الفريق الأول، حيث ظهرت لأول مرة كلاعبة احترافية في 29 يوليو 2015 في مباراة فوز على فريق لندن بيز في دور المجموعات بكأس الدوري الإنجليزي الممتاز للسيدات. وواصلت آرسنال مسيرتها الاحترافية حتى فازت بالكأس.

### ميلوول ليونيسز
في يوليو 2017، انضمت دين إلى ميلوول بعقد لمدة عام واحد. تصدرت دين قائمة هدافي الفريق، مسجلةً 10 أهداف في جميع المسابقات.

### توتنهام هوتسبير
بعد انتهاء موسمها مع ميلوول، انتقلت دين إلى توتنهام هوتسبير لموسم 2018-19. بعد تسجيلها ستة أهداف في ثلاث مباريات، بما في ذلك ثلاثية ضد ناديها السابق ميلوول، اختيرت دين كأفضل لاعبة في بطولة الاتحاد الإنجليزي للسيدات لشهر أكتوبر. أنهت الموسم كثاني أفضل هدافة في البطولة، خلف جيسيكا سيغسورث لاعبة مانشستر يونايتد، حيث صعد توتنهام إلى دوري الاتحاد الإنجليزي لكرة القدم للسيدات. كانت دين واحدة من 11 لاعبة احتفظ بها النادي قبل موسمها الأول كفريق محترف في الدرجة الأولى. تم الاستغناء عنها في نهاية موسم 2020-2021 لعدم تسجيلها أي هدف خلال موسمها الأخير مع الفريق.

### ليفربول
في 9 يوليو 2021، انضمت دين إلى ليفربول في دوري الدرجة الأولى الإنجليزي لكرة القدم للسيدات. بعد انتقالها إلى ميرسيسايد، سجلت هدفين في أول ثلاث مباريات لها. ومع ذلك، في سبتمبر 2021، تفاقمت إصابة وتر قدمها، مما أبعدها عن الملاعب طوال الموسم.

### كريستال بالاس
غادرت دين ليفربول بعد إصابة طويلة الأمد لتلعب دقائق إضافية بعد غيابها طوال الموسم. تأخر ظهورها الأول مع كريستال بالاس بسبب استمرار الإصابة، لكنها عادت إلى مستواها التهديفي بعد حوالي ثمانية عشر شهرًا من آخر أهدافها التنافسية مع ليفربول، بهدف ضد برمنغهام.

### ساوثهامبتون
غادرت دين كريستال بالاس بعد أن شعرت بعدم الرضا، وغادرت بشروطها الخاصة بعد أن حصلت في النهاية على موافقة متبادلة. أُعلن في يوليو 2023 أن دين وقّعت عقدًا للعب مع ساوثهامبتون قبل موسمه الثاني في بطولة الدوري الإنجليزي الممتاز للسيدات.

## مسيرتها الدولية
مثلت دين منتخب إنجلترا في مختلف فئات الشباب، في عام 2015 مثلت إنجلترا في بطولة أوروبا للسيدات تحت 17 عامًا. وفي عام 2017، سجلت هدفين خلال فوز إنجلترا على جمهورية التشيك في تصفيات بطولة أوروبا للسيدات تحت 19 عامًا. في عام 2019 استدعاها مو مارلي إلى تشكيلة منتخب تحت 21 عامًا لبطولة لا مانجا.